# Charles Joseph
Charles Joseph (* 25. März 1952 in Arima) ist ein ehemaliger Sprinter aus Trinidad und Tobago.
Bei den Olympischen Spielen 1972 in München wurde er Achter in der 4-mal-400-Meter-Staffel und erreichte über 400 m das Viertelfinale.
1975 siegte er bei den Leichtathletik-Zentralamerika- und Karibikmeisterschaften über 100 m. Bei den Olympischen Spielen 1976 in Montreal wurde er Sechster in der 4-mal-400-Meter-Staffel. In der 4-mal-100-Meter-Staffel schied er im Halbfinale und über 400 m im Viertelfinale aus.
1977 gewann er bei den Zentralamerika- und Karibikmeisterschaften Bronze über 400 m. Bei den Olympischen Spielen 1980 in Moskau kam er in der 4-mal-400-Meter-Staffel auf den sechsten Platz.

## Persönliche Bestzeiten
- 100 m: 10,2 s, 7. Juli 1972, Philadelphia
- 220 Yards: 20,5 s, 25. Mai 1974, Pittsburgh (entspricht 20,4 s über 200 m)
- 400 m: 45,5 s, 2. August 1972, Oslo